# Klaudian Klaudiusz
Klaudian Klaudiusz (zm. 404) – rzymski poeta. Urodził się w Aleksandrii. Do Rzymu przybył w 394 roku. Był dworskim poetą cesarza Honoriusza, pisał panegiryki na cześć dowódcy Stylichona.

## Religia poety
Jego przekonania religijne budzą kontrowersje wśród badaczy, część z nich zaprzecza, iż był chrześcijaninem. Wskazuje na to m.in. fakt, że Klaudian pisał hymny do pogańskich bogów. Również Augustyn wykluczał go z kręgu wyznawców Chrystusa.
Obok utworów świeckich, napisał po grecku 20-wersowy poemat Pieśń o Zbawcy, będący zwięźle ujętą chrystologią. Jego autorstwa jest również Hymn o Chrystusie, natomiast utwory Pochwała Chrystusa oraz Cuda Chrystusa są przez badaczy uważane za nieautentyczne.

## Dokonania literackie
Prócz wspomnianych wierszy okolicznościowych, licznych polemik obejmujących tak wymienione powyżej poezje pochwalne (panegiryki), jak i wiersze obraźliwe kierowane ku wrogom swoich patronów (inwektywy), pamiętany jest jako autor przetrwałych trzech ksiąg (954 wiersze) De raptu Proserpinae (O porwaniu Prozerpiny), przetłumaczonych na polski przez m.in. Jędrzeja Wincentego z Uniechowa Ustrzyckiego. Tenże przetłumaczył i kilka drobnych utworów poety.

## Kariera i uznanie
Był wybitnym poetą, uchodził w swych czasach za drugiego Homera. Pomimo iż językiem ojczystym Klaudiana był grecki, zachwycał współczesnych swoją łaciną, do dziś uważany jest za jednego z najlepszych późnych autorów łacińskich. Jako poeta dworski wspierający błyskotliwą karierę zdolnego generała Stylichona, znalazł w nim protektora i dobrodzieja, a żona generała Serena zatroszczyła się o ożenienie go z bogatą dziedziczką w roku 400. Wcześniej otrzymawszy wyróżnienie i tytuł vir illustris („wielmożny”), został przez obu braci cesarzy, Honoriusza i Arkadiusza uczczony brązowym posągiem na forum Trajana, również w 400 roku. Umierając w cztery lata później, nie dożył klęski militarnej, utraty łaski, upadku, i stracenia swego protektora dowódcy Stylichon, a w 410 roku i pierwszego od 800 lat zdobycia Rzymu przez wrogów.